# Wiktor Nazarow
Wiktor Ołeksijowycz Nazarow (ukr. Віктор Олексійович Назаров, ros. Виктор Алексеевич Назаров, Wiktor Aleksiejewicz Nazarow; ur. 21 marca 1945) – ukraiński piłkarz, grający na pozycji pomocnika, a wcześniej napastnika.

## Kariera piłkarska

### Kariera klubowa
Wychowanek Dynama Kijów, w którym w 1964 rozpoczął karierę piłkarską. Występował najpierw w drużynie rezerwowej, dopiero później zaczął pojawiać w składzie podstawowym Dynama. Jednak chciał więcej czasu spędzać na boisku, dlatego w czerwcu 1968 przeszedł do Zorii Ługańsk, a po zakończeniu sezonu do Dnipra Dniepropetrowsk. Sezon 1974 rozpoczął w Awanhardzie Sewastopol, skąd latem przeniósł się do Spartaka Iwano-Frankowsk, w którym zakończył karierę piłkarską.

## Sukcesy i odznaczenia

### Sukcesy klubowe
- mistrz ZSRR: 1968

### Odznaczenia
- nagrodzony tytułem Mistrza Sportu ZSRR: 1972